# Emil Byk
Emil Byk (14. ledna 1845 Janiv – 23. června 1906 Vídeň) byl rakouský právník a politik polské národnosti a židovského původu z Haliče, na přelomu 19. a 20. století poslanec Říšské rady.

## Biografie
Profesí byl advokátem. Byl židovského původu. Od roku 1879 zasedal v předsednictvu židovské náboženské obce ve Lvově a od roku 1880 byl členem lvovské obecní rady. V letech 1903–1906 byl předsedou židovské náboženské obce ve Lvově.
V roce 1869 spoluzakládal organizaci Šomer Israel, která byla prvním židovským politickým spolkem v Haliči a která se hlásila k liberalismu a centralistické koncepci rakouského státu. Ve volbách do Říšské rady roku 1873 tato organizace utvořila alianci s Rusíny a vystupovala jako oponent Poláků. Později během 70. let ale Byk změnil svůj postoj a přiklonil se k Polákům. Názorově patřil mezi stoupence propolské židovské asimilace a odmítal sionismus. Antisemitismus byl podle něj vyvoláván vládou ve Vídni, nikoliv Poláky. V roce 1878 Byk inicioval konání sjezdu židovských obcí z Haliče ve Lvově.
Byl i poslancem Říšské rady (celostátního parlamentu Předlitavska), kam usedl ve volbách roku 1891 za kurii městskou v Haliči, obvod Brody, Zoločiv atd. Mandát tu obhájil ve volbách roku 1897 a volbách roku 1901. V poslanecké sněmovně setrval do své smrti roku 1906. Do parlamentu pak místo něj usedl Josef Gold. Ve volebním období 1891–1897 se uvádí jako Dr. Emil Byk, advokát, bytem Lvov.
Po volbách roku 1891 se uvádí jako kandidát Polského klubu. Do voleb v roce 1897 šel jako oficiální polský kandidát, stejně jako do voleb roku 1901. V rámci Polského klubu patřil do liberální frakce. V jiném zdroji se jeho politická orientace označuje jako haličská demokratická levice nebo polský demokrat.
Zemřel náhle v červnu 1906 během posezení s dalšími polskými poslanci v hotelu Müller ve Vídni. Najednou se mu udělalo nevolno, sesunul se na své židli a během několika minut byl mrtev. Tělo pak bylo převezeno k pohřbu do Lvova.